# Поньяна-Ларіо
Поньяна-Ларіо (італ. Pognana Lario) — муніципалітет в Італії, у регіоні Ломбардія, провінція Комо.
Поньяна-Ларіо розташована на відстані близько 520 км на північний захід від Рима, 50 км на північ від Мілана, 10 км на північний схід від Комо.
Населення — 747 осіб (2014).

## Демографія
Населення за роками:

Станом на 1 січня 2023 року в муніципалітеті офіційно проживали 33 іноземці з 13 країн, серед них 10 громадян країн Євросоюзу та 4 громадяни України.

## Сусідні муніципалітети
- Фаджето-Ларіо
- Лальйо
- Нессо

## Галерея зображень

Поньяна-Ларіо
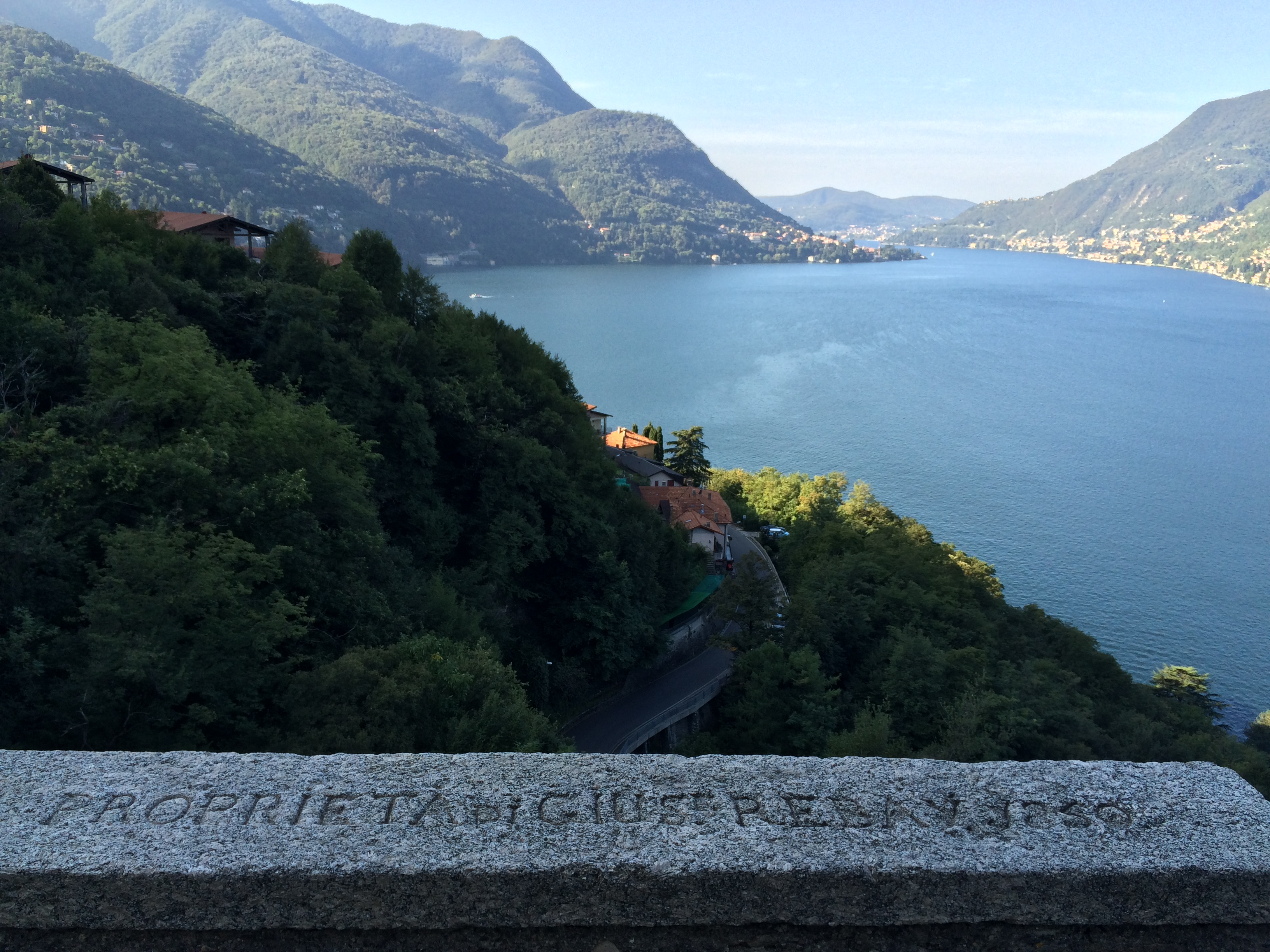
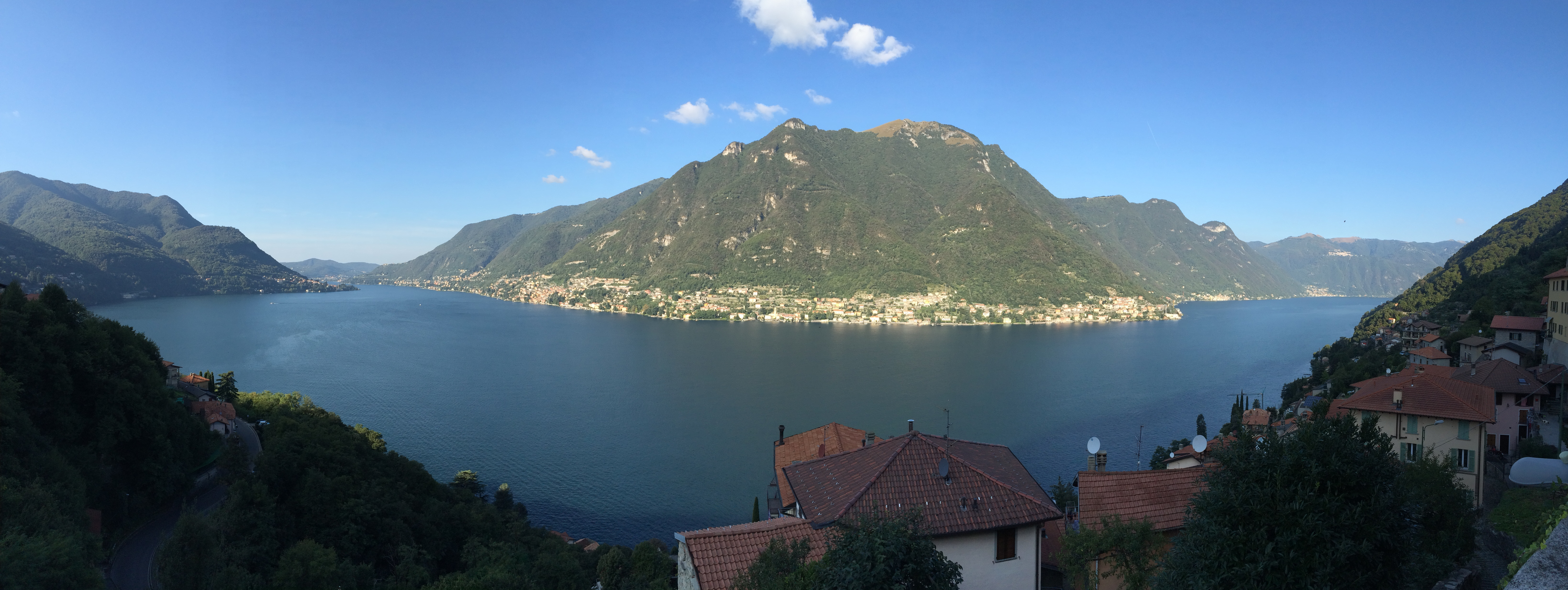
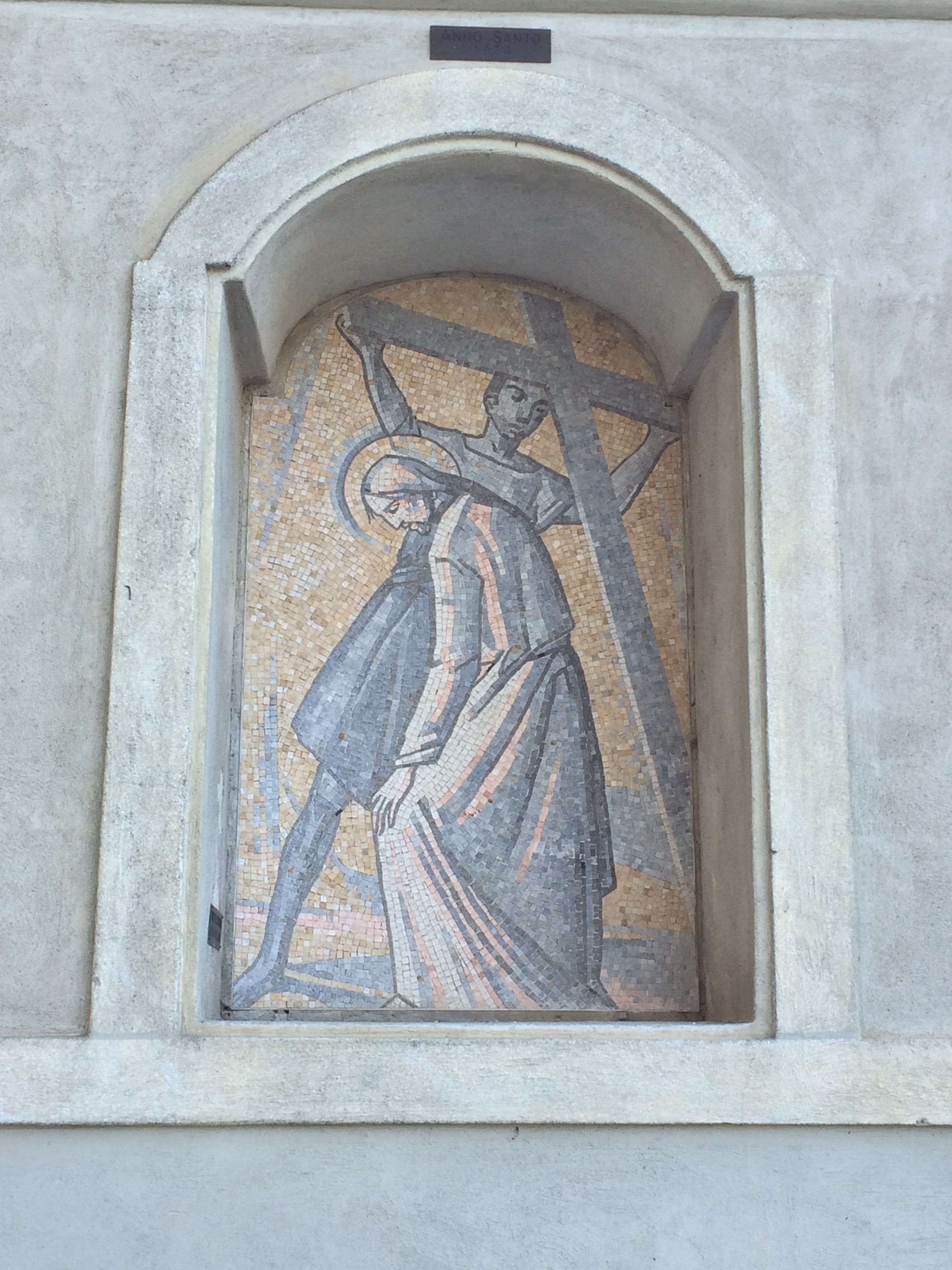
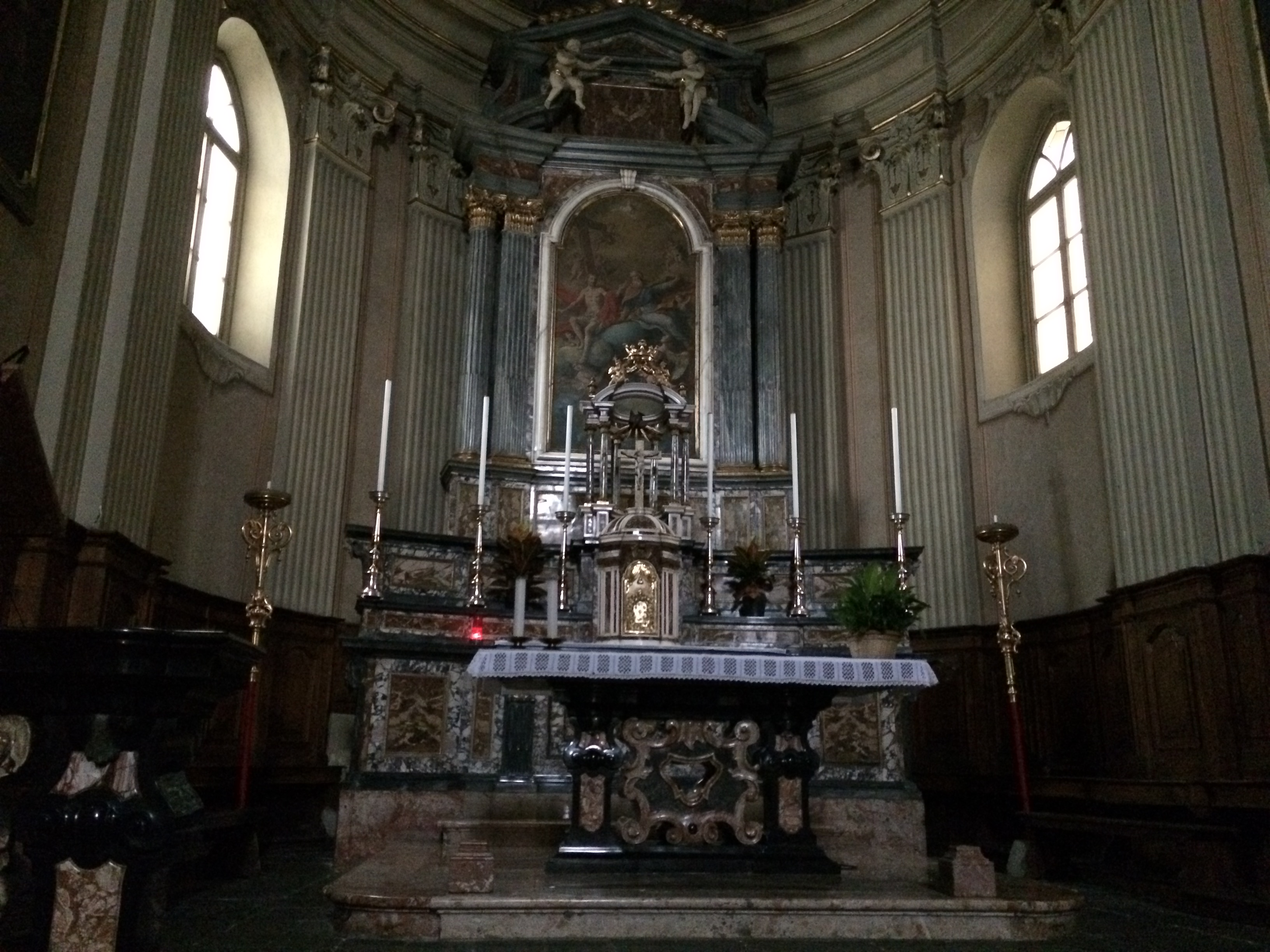
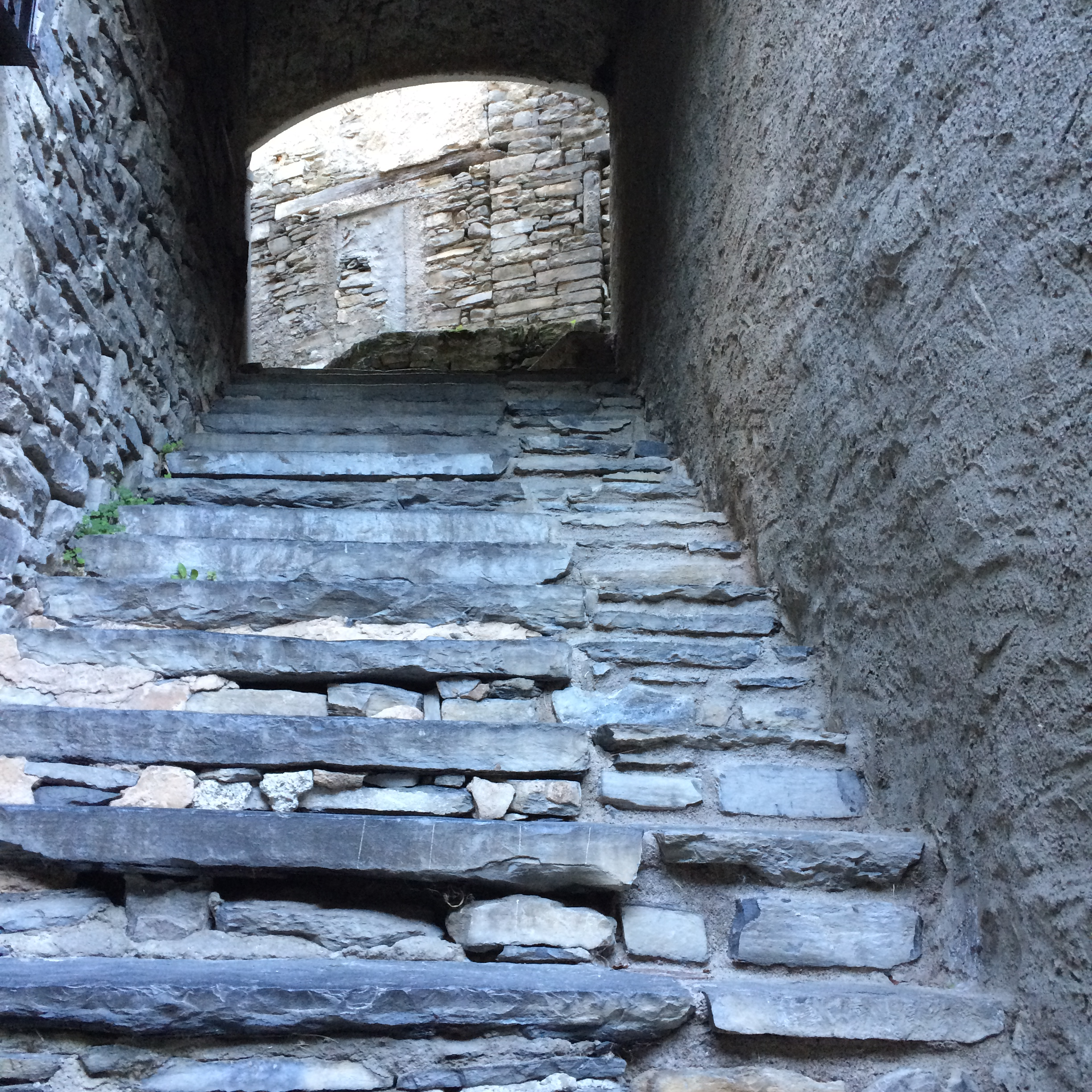